# Droga wojewódzka nr 758
Droga wojewódzka nr 758 (DW758) – droga wojewódzka w województwach: świętokrzyskim i podkarpackim o długości 35 km; łącząca DW757 w Iwaniskach z Tarnobrzegiem. Droga przebiega przez 2 powiaty: opatowski, sandomierski i miasto Tarnobrzeg. Na końcowym odcinku realizowana jest przeprawa promowa przez Wisłę. W Klimontowie ma miejsce niewielka nieciągłość drogi na rzecz DK9.

## Miejscowości leżące przy trasie DW758
- Iwaniska
- Klimontów
- Koprzywnica
- Tarnobrzeg